# CTCテレビ夕刊
『CTCテレビ夕刊』（シーティーシー テレビゆうかん）は、1976年4月1日から1983年4月2日にかけて千葉テレビ放送で平日夕方の時間帯に放送された千葉県内向けのニュース番組である。

## 概要
開局当初は『CTCフラッシュニュース』として放送され、1972年4月からは『CTCニュース・天気予報』に改称された。
1975年10月から半年の休止期間を経て、1976年4月から、18時台の25分間を県内ローカルニュース枠に位置づけとして『テレビ夕刊』がスタート。18:00から18:05には『千葉日報ニュース』、18:05に『天気予報』、18:10に『タウン情報』、18:20に『CTCニュース』が内包された。
その後、半年後に『千葉日報ニュース』が分離し、1978年4月からは独立した夕方帯のローカルニュース枠となった。
『千葉日報ニュース』は千葉日報社提供の記事・写真のみで伝えていたが、この番組は千葉テレビが自社取材で県内ローカルニュース（動画映像あり）を放送した。また、1978年4月からはニュース解説も内包した。
その後この番組は放送時間10分に拡大し、1983年4月からは『テレビ夕刊』から『CTCニュース』に改称。その後は、『NEWS WAVEちば』『ニュースChiba』『NEWSチバ』へと発展している。

## 放送時間
- 1976年4月1日～1976年9月30日 - 月曜～金曜 18:00～18:25
- 1976年10月1日～1978年3月31日 - 月曜～土曜 18:05～18:25
- 1978年4月3日～1979年3月31日 - 月曜～金曜 18:05～、土曜 18:00
- 1979年4月2日～1983年4月2日 - 月曜～土曜 18:05～